# 郑成功焚青衣处
郑成功焚青衣处位于福建省泉州市丰泽区北峰街道招贤社区见龙亭小区的飞凤公园内，是一处泉州市文物保护单位。
此处位于原南安县丰州文庙东侧前方，与魁星阁相邻。南明隆武二年（1646年）秋，清军攻入福建，隆武帝被杀，郑成功之父郑芝龙降清，十一月三十日清军屠安平时，母亲田川氏不堪受辱自缢身亡。十二月初，时年二十二岁的郑成功在南安丰州文庙把自己所穿的儒巾青衣投入烈火，与父亲决裂，放弃儒生身份，投笔从戎，起兵誓师抗清，以报国恨家仇。
1961年，郑成功焚青衣处列为泉州市级第一批文物保护单位，并立碑纪念，高2米，背面书刻《郑成功传略》。